# Bryum crassinervum
Bryum crassinervum är en bladmossart som beskrevs av Arthur Jonathan Shaw 1987. Bryum crassinervum ingår i släktet bryummossor, och familjen Bryaceae. Inga underarter finns listade i Catalogue of Life.